# David de Levita
David Joel (Dabbie) de Levita (Amsterdam, 5 augustus 1926 - aldaar, 9 juni 2019) was een Nederlands hoogleraar.

## Leven en werk
David de Levita groeide op in Amsterdam in een seculier Joods gezin. Zijn ouders waren de socialistische vakbondsbestuurder Dolf de Levita (1868-1934) en  diamantbewerker Cato Godefroi (1882-1943). Tijdens de Tweede Wereldoorlog ontkwam hij door een toeval aan de razzia van 26 mei 1943, waarbij zijn moeder en broer Henri werden opgepakt. Zij werden beiden op 4 juni 1943 vermoord in Sobibor. De Levita vluchtte met een zeilboot naar Friesland en vond een onderduikadres in Hattem.
Na de oorlog keerde hij terug naar Amsterdam. Van 1945 tot 1954 studeerde hij geneeskunde aan de Universiteit van Amsterdam. Hij specialiseerde zich van 1955 tot 1959 aan de Universiteit van Utrecht in de psychiatrie en Kinderpsychiatrie, waar hij in 1965 promoveerde op The concept of identity.
In 1969 werd De Levita hoogleraar kinderpsychiatrie aan de Erasmus Universiteit en vanaf 1974 bezette hij dezelfde leerstoel in Amsterdam. Naast zijn werk aan de universiteit had hij samen met zijn eerste echtgenote Jet Isaac een psycho-analysepraktijk, waar zij veel getraumatiseerde Joodse volwassenen en kinderen behandelden. Hij bleef tot zijn 88ste mensen behandelen. Van 1990 tot 1996 was hij bijzonder hoogleraar transgenerationele oorlogsgevolgen aan de Radboud Universiteit, vanwege de Stichting Kunstenaarsverzet 1942-1945. Het onderwijs en onderzoek in het kader van deze leerstoel was gericht op kinderen van de oorlog en tweedegeneratieslachtoffers.
In de jaren 1990 gaf De Levita aan lokale professionals in het voormalige Joegoslavië een aantal trainingen in de behandeling van psychische oorlogstrauma’s. Hij was lid van verschillende nationale en internationale commissies en werkgroepen rondom campagnes tegen geweld en oorlog en voor de bescherming van de mensenrechten, en twaalf jaar medewerker van de stichting ESRA die zich inzet voor Joodse overlevers van de Holocaust, hun kinderen en kleinkinderen.
Naarmate hij ouder werd, speelde het verlies van zijn familie steeds meer op. In 2013 beschreef hij zijn familiegeschiedenis in het boek Mevrouw, is dit uw zoon?
De Levita was ook musicus (hij speelde cello) en beeldend kunstenaar: hij maakte beelden van schroot. Na het overlijden van Jet Isaac hertrouwde hij met beeldend kunstenaar Maartje Pinkus. Samen hebben ze veel geëxposeerd.
De Levita is op 9 juni 2019 in z’n slaap overleden. Hij is begraven op de Liberaal Joodse Begraafplaats Gan Hasjalom in Amstelveen.